# Echemoides gayi
Echemoides gayi är en spindelart som först beskrevs av Simon 1904.  Echemoides gayi ingår i släktet Echemoides och familjen plattbuksspindlar. Inga underarter finns listade i Catalogue of Life.